# سالبادور خاثينتو بولو دي ميدينا
سالبادور خاثينتو بولو دي ميدينا (مورسيا، 1603 - ألكانتاريا، (مورسيا)، (1676)، كاتب وشاعر باروكي إسباني ينتمي إلى العصر الذهبي.

## سيرته الذاتية
تلقى تعليمه في مسقط رأسه، و كان في مدريد في عام 1630، حيث اصدر أول كتلب له بعنوان "أكاديميات الحديقة". و في عام 1633 أصدر كتابه "أوقات فراغ العزلة"  في مورسيا. و في عام 1638 عُين كاهناً، و أصبح رئيساً لمعهد سان فولجينسيو الكبير في مورسيا. و في شيخوخته ساعد في إعادة زراعة الأشجار بعد حريق الغابة عام 1661.

## أعماله
"أكاديميات الحديقة" واحدة من أشعاره المتنوعة و أشعار غيره، و نقد أدبي و إجتماعي، و تقوم بنيتها على فمرة الاجتماع المعروف للأشخاص لقضاء الوقت معاً، وهي فكرة تعود إلى جيوفاني بوكاتشيو.
بصفته شاعراً غنائياً، يؤمن بجمالية"كولترانزمو"  التي في قصيدته" أوقات فراغ العزلة" .
يتميز بكونه شاعراً احتفالياً، و من هذا المنطق، تشتهر قصائده القصيرة و حكاياته. كما طوَّر محاكاة ساخرة للمواضيع الأسطورية على غرار لويس دي غونغورا: حكايات أبولو و دافني و بان و سيرينكس الهزلية.
كتب نثراً " مستشفى المرضى"  و " رحلة من هذا العالم إلى الآخر" ، (مورسيا 1636). و هذا الأخير هو حلم مستوحى من أحلام فرانسيسكو دي كيفيدو، لكنه بدون المرارة التي تميز ابن مدريد. أما "الحكومة الأخلاقية لليلييو"  (1657) فهو معرض لنصائح حول الحكمة الإسبانية. يوصِّي بالوسطية الذهبية كأفضل حل.